# Соколов Ручей (платформа)
Соколо́в Руче́й — железнодорожный остановочный пункт на московском направлении Санкт-Петербургского региона Октябрьской железной дороги. Располагается в юго-восточной части посёлка городского типа Рябово Тосненского района Ленинградской области. Название платформы происходит от деревни Соколов Ручей, в 1965 году вошедшей в состав пгт Рябово.

## Описание
Имеет  две высокие платформы, смещённые вдоль путей против хода поездов. Между платформами расположен пешеходный переход через пути. Билетных касс и зала ожидания нет.
На платформе останавливается большинство проходящих через неё электропоездов. Поезда из Санкт-Петербурга прибывают к первой платформе, на Санкт-Петербург — ко второй.
Вблизи платформы, с северо-восточной стороны от путей, находятся производственные здания Рябовского керамического завода.
В 800 м к юго-западу от платформы проходит автодорога М10.

## Фотографии

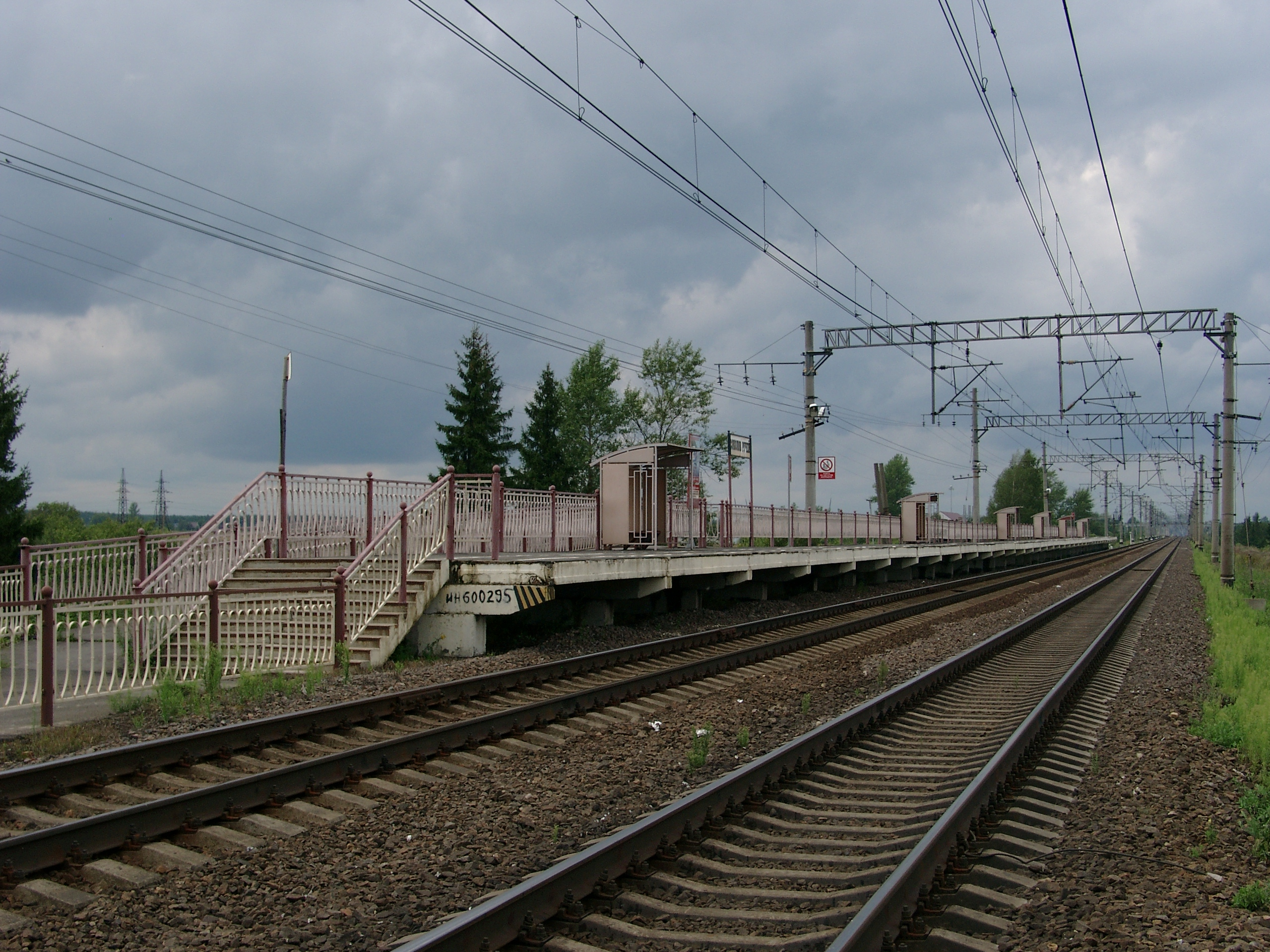
Платформа № 1 для электропоездов от Санкт-Петербурга
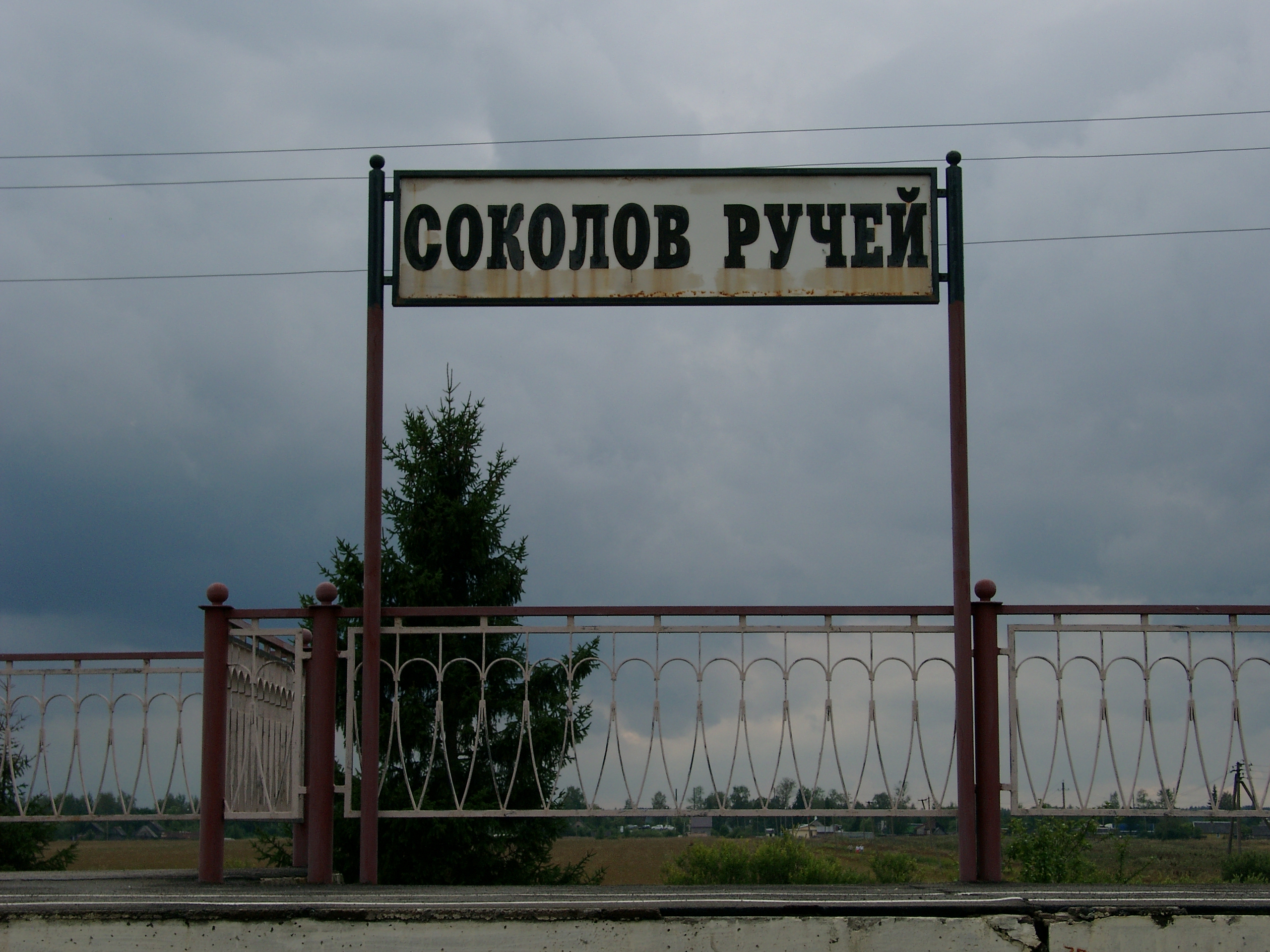
Старый указатель с названием на платформе № 1
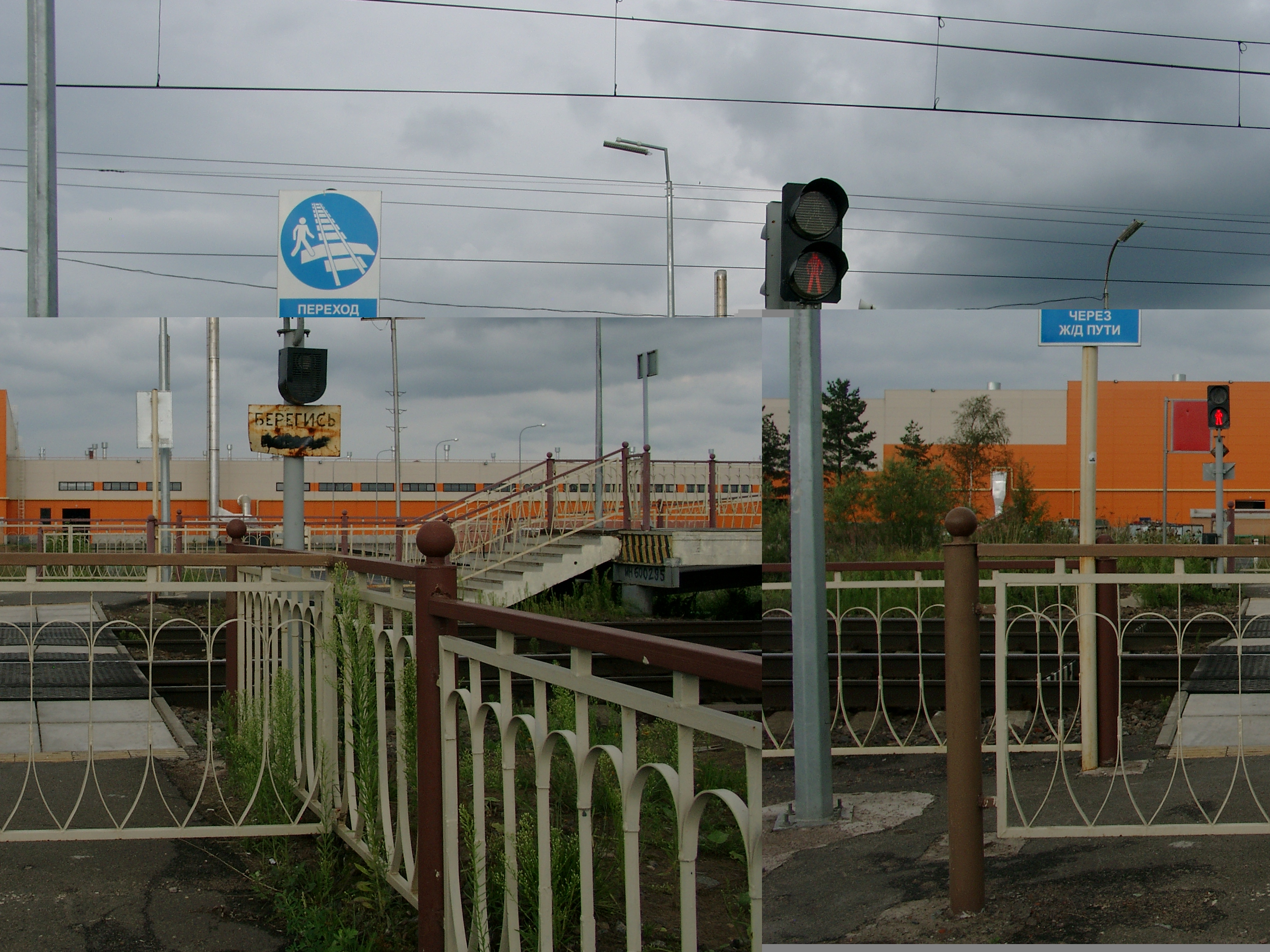
Пешеходный переход через пути
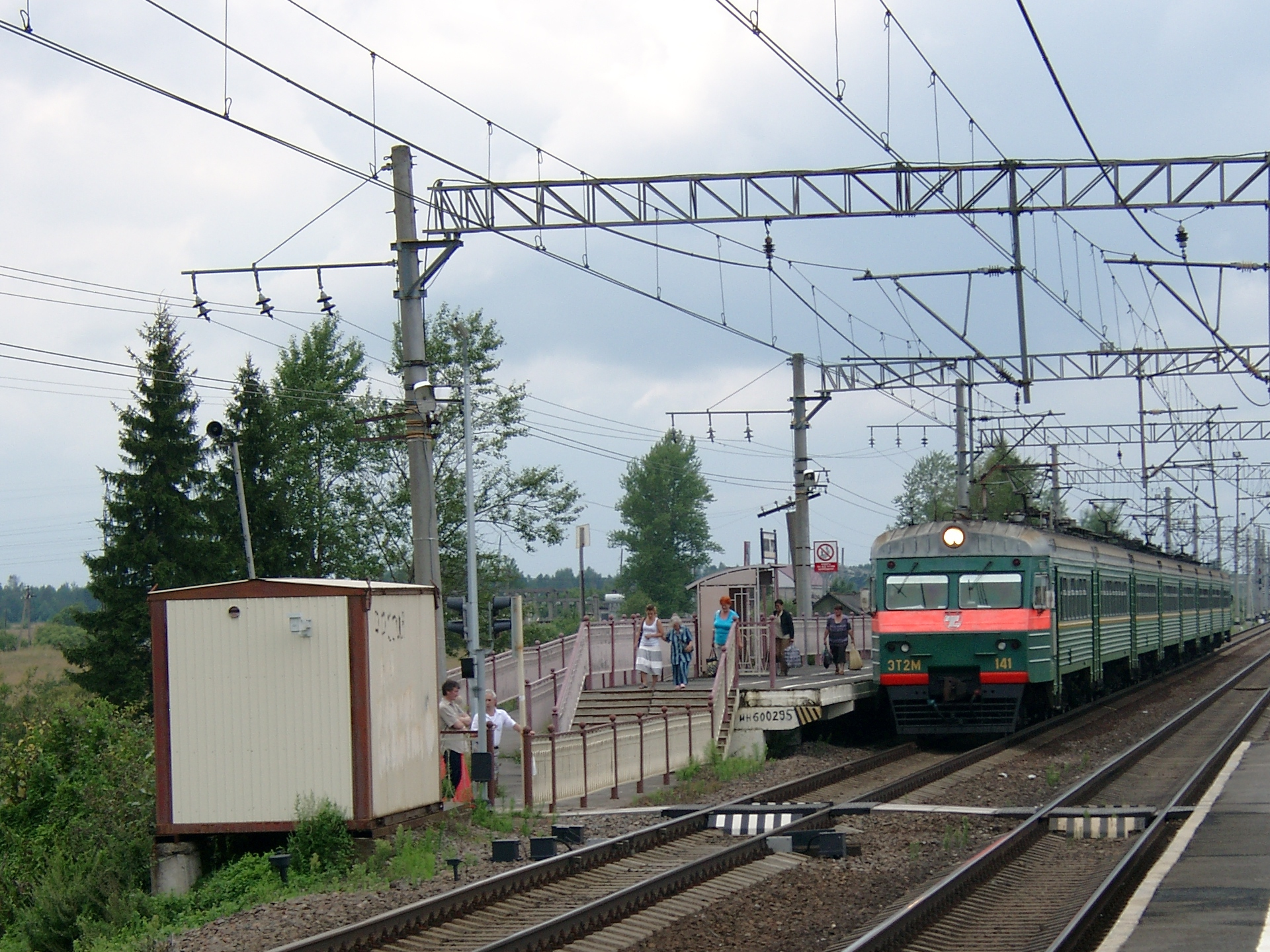
Электропоезд на Любань у платформы № 1
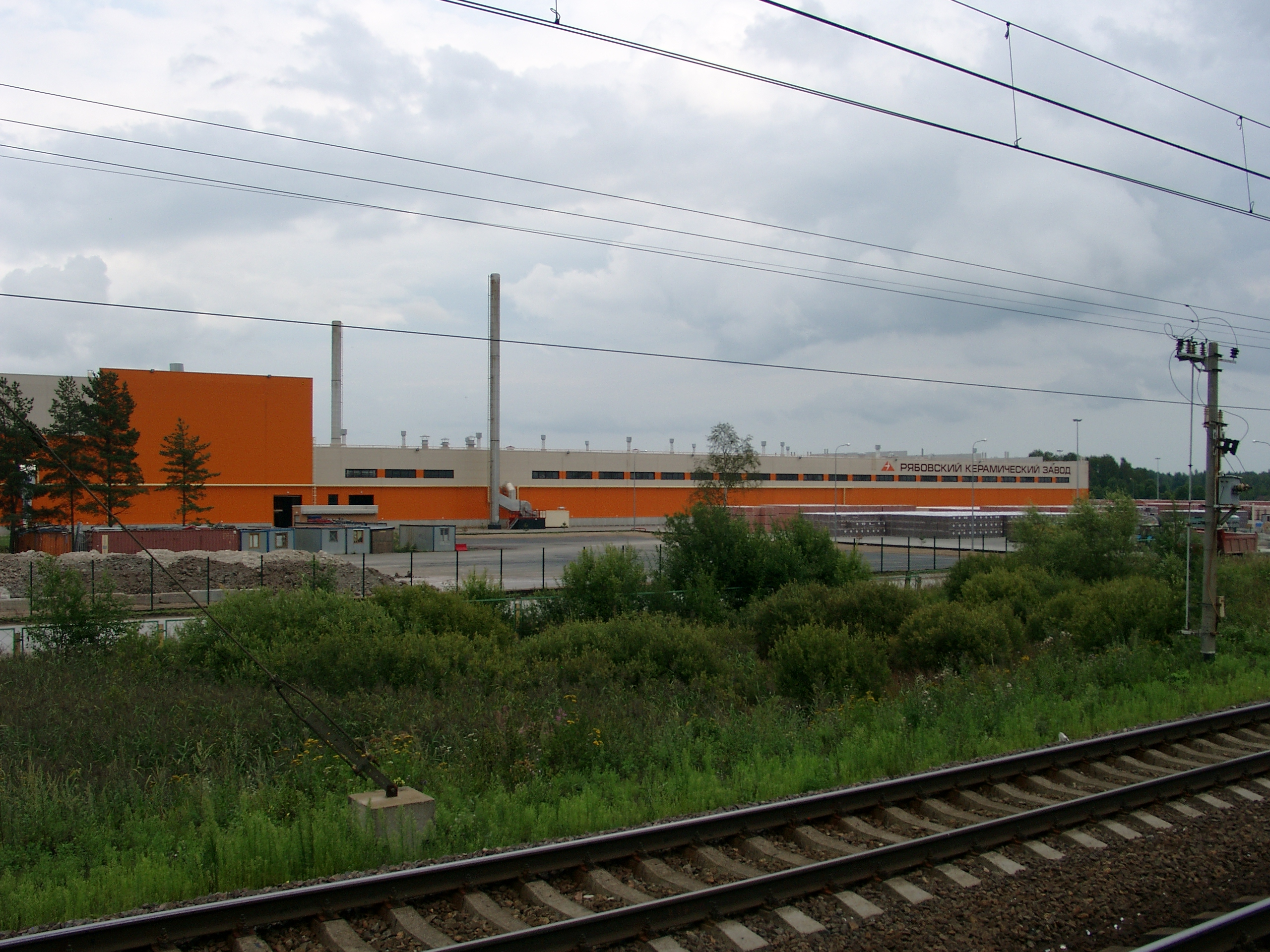
Здания Рябовского керамического завода у платформы
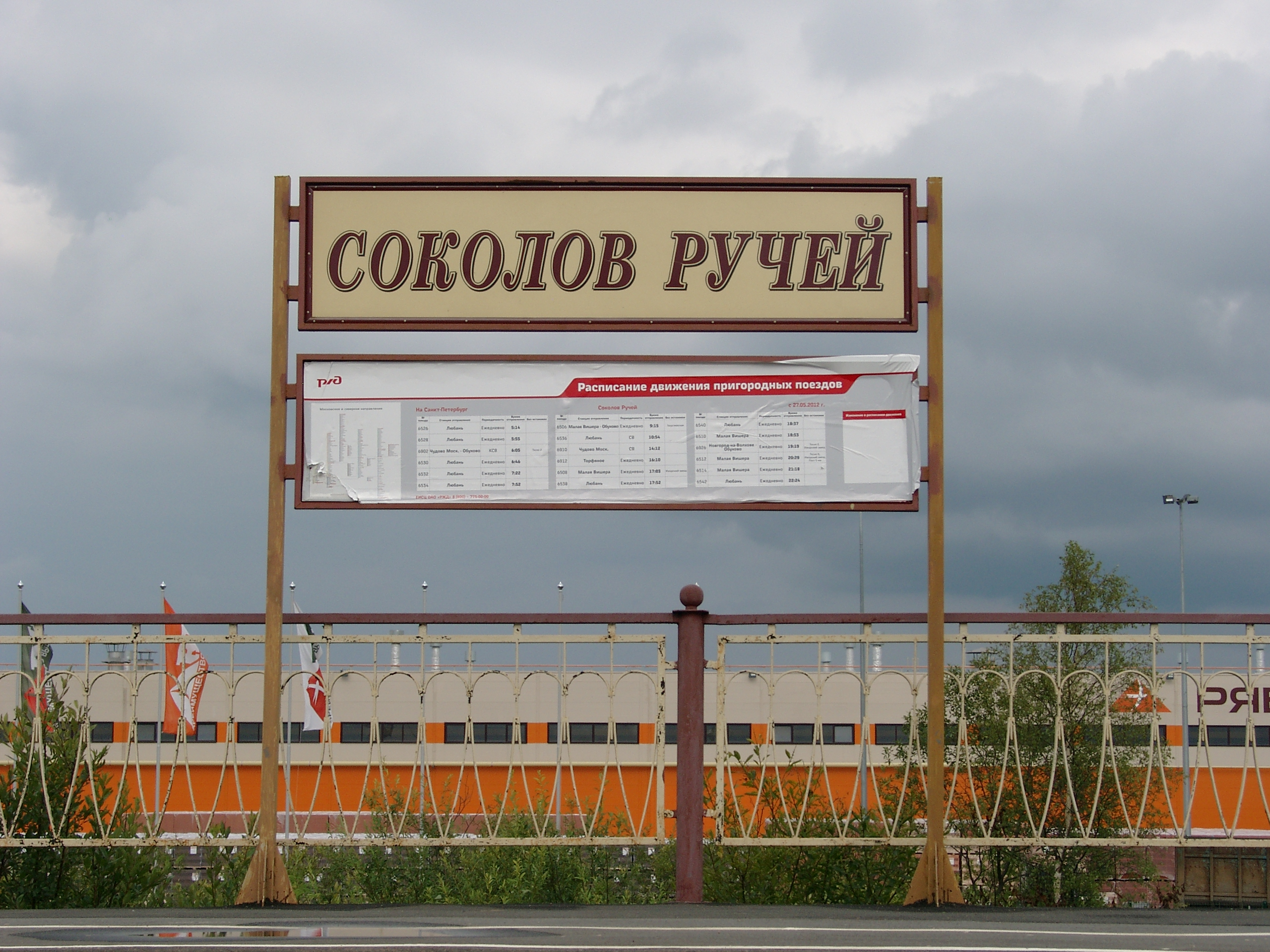
Указатель с названием и расписанием электропоездов на платформе № 2

### Расписание электропоездов
- Расписание электропоездов на сайте СЗППК
- Расписание пригородных поездов. Яндекс.Расписания.
- Расписание пригородных поездов на tutu.ru